# تورچ وود
تورچ وود (به انگلیسی: Torchwood)نام یکی از سریال‌های علمی تخیلی است است که یکی از مشتقات سریال دکتر هو نیز می‌باشد. این سریال درباره گروهی است که مشغول محافظت از زمین در برابر موجودات بیگانه به سرکردگی کاپیتان جک هارکنس می‌باشد.